# Пандорина кутија (албум)
Пандорина кутија је последњи студијски албум хрватског композитора, текстописца и музичара Дина Дворника, који је објављен 2008. године.
Издаје га дискографска кућа Dancing bear, садржи десет песама, а продуценти су Дино Дворник и Срђан Секуловић.
На албуму гостују Давор Гобац, Ивица Крајач, Симо Мраовић, Срђан Секуловић, Жељко Банић и други. Албум доноси неколико хитова „Иден ћа ка и мој ћаћа“, „Хипнотизиран“, „Пелин и мед, "Надахнуће" и „Сретан Божић, сретна Нова година“.
Материјал за албум је сниман од 2005. до 2008. године у сарадњи са издавачком кућом „Dancing bear”. Излазак албума најавио је сингл „Хипнотизиран” који је објављен у лето 2008. године. Сингл је одмах по објављивању био на врху топ-листа, док му је сама промоција била последња. Уз албум је објављена и књига под називом „Краљ фанка” у којој се налазе бројне фотографије из породичног албума Дворник.
Дино Дворник снимио је спотове за песме: „Иден ћа ка и мој ћаћа“, „Хипнотизиран“, „Пелин и мед“, „Надахнуће“, „Сретан Божић, сретна Нова година“ и „Шлапа“.
Дино Дворник је 2009. године добио престижну хрватску дискографску награду Порин у категоријама албум године, најбољи поп албум, најбољи уметнички дизајн, најбољи видео број и животно дело за овај албум.
Дино Дворник је номинован и за песму године, најбољу мушку вокалну изведбу, најбољу вокалну сарадњу, најбољи аранжман, најбољу продукцију и најбољи спот.

## Позадина
Средином 2000-их, Дворник је креирао ријалити шоу Дворникови који је инспирисан Озборновима. Емитована је на РТЛ-у. У фебруару 2008. године, такмичио се на Дори са песмом "Милина", али је изгубила од групе Краљеви улице.
Његов отац Борис је умро у марту 2008. године. У јулу те године, Дворник је дао последњи интервју. Један од његових последњих јавних појављивања било је на утакмици Хајдук-Депортиво крајем августа 2008.
Дворник је 6. септембра 2008. преминуо у 44. години. Обдукција није прецизирала узрок смрти, али је констатовано да је Дворниково здравствено стање добро и да нису нађене промене на органима. Његова супруга Данијела изјавила је да је Дино умро од мешавине лекова за смирење, сна, против болова, антидепресива и повремених терапија метадоном. Прави разлог његовог душевног бола била је смрт његовог оца, који је умро само шест месеци раније.
Кремиран је на загребачком гробљу Мирогој, а његова породица је поручила онима који ће доћи на сахрану да не носе црно. Жеља му је била да му људи на сахрану дођу обучени као за концерт, а не у црно.

## О албуму
Трагична смрт Дина Дворника оставила је недовршен материјал за албум (осам песама). Међутим, сарадници који су радили на албуму завршавају посао онако како су најбоље знали. У уводној песми „Иден ћа ка и мој ћаћа” Дино Дворник звучи као да ју је посветио својим коренима, док је „Зашто ми то радиш” пристојна песма која нагиње поп и фанк стиловима. Албум садржи и рутинске хаус песме "Идеја" и "Надахнуће", те класичну рок баладу "Пелин и мед". Корица албума је такође занимљива јер се може склопити у Пандорину кутију. Пандорина кутија је доступна и на старој грамофонској плочи. На свакој страни има пет песама, а објављена је у ограниченом броју.
Овај албум је у Србији је објавио City Records.

## Промоција
Промоција албума Пандорина кутија одржана је 29. новембра 2008. године у загребачком клубу Saloon, којој су присуствовали његова супруга Данијела, ћерка Ела и брат Деан Дворник, као и бројни Динови пријатељи.
„Срећна сам што је албум угледао светлост дана, а бескрајно тужна што га нема.”— Данијела Дворник, Промоција Пандорина кутија, новембар 2008
Промоцији је присуствовао и рок музичар Давор Гобац, који је заједно са Дином у дуету отпевао песму Сретан Божић, сретна Нова година. Гобац наводи да су овом композицијом, док су је заједно писали, заправо испричали део своје животне приче.
„Увек су били добар тим, слушали Африку, слушали Нирвану, тркали у црним колима и цео свет је био њихов. Никада у животу нисам изгубио пријатеља и нисам био на оваквој промоцији на којој није био главни глумац. Дино, вечерас пијемо и певамо у твоју част!”

## Списак песама
| №   | Назив                                                | Трајање |  |
| 1.  | Иден ћа ка и мој ћаћа                                | 3:54    |  |
| 2.  | Хипнотизиран                                         | 3:51    |  |
| 3.  | Идеја                                                | 4:20    |  |
| 4.  | Више или мање                                        | 4:09    |  |
| 5.  | Пелин и мед                                          | 3:49    |  |
| 6.  | Зашто ми радиш то                                    | 3:36    |  |
| 7.  | Надахнуће                                            | 4:03    |  |
| 8.  | Љубав до боли                                        | 4:24    |  |
| 9.  | Сретан Божић, сретна Нова година (са Давором Гобцем) | 4:50    |  |
| 10. | Хипнотизиран (Rene aka Maker & Jan Peters remix)     | 5:58    |  |

## Извођачи и продукција
- Продукција и аранжмани - Дино Дворник, Срђан Секуловић, Жељко Банић
- Асистент тон мајстора – Огњен Сремац
- Музика - Дино Дворник, Срђан Секуловић, Жељко Банић
- Текстови - Дино и Данијела Дворник, Секуловић, Банић, Гобац, Мраовић, Мишурац, Крајач
- Снимање и миксовање звука - Срђан Секуловић / УФО Студио, Загреб
- Мастеринг и додатни микс вокала - Миро Видовић / Morris Studio, Загреб

## Топ листе

### Недељна листа
| Листа | Највиша позиција |
| ----- | ---------------- |
| ХДУ   | 1                |

| Листа | Највиша позиција |
| ----- | ---------------- |
| ХДУ   | 2                |

### Месечна листа
| Листа | Највиша позиција |
| ----- | ---------------- |
| ХДУ   | 1                |

## Обраде
Сретан Божић, сретна Нова Година - Seaside Woman и Wonderful Christmastime